# La costa del sole
La costa del sole (Sunshine State) è un film del 2002 diretto e scritto da John Sayles.